# Hjeltska huset

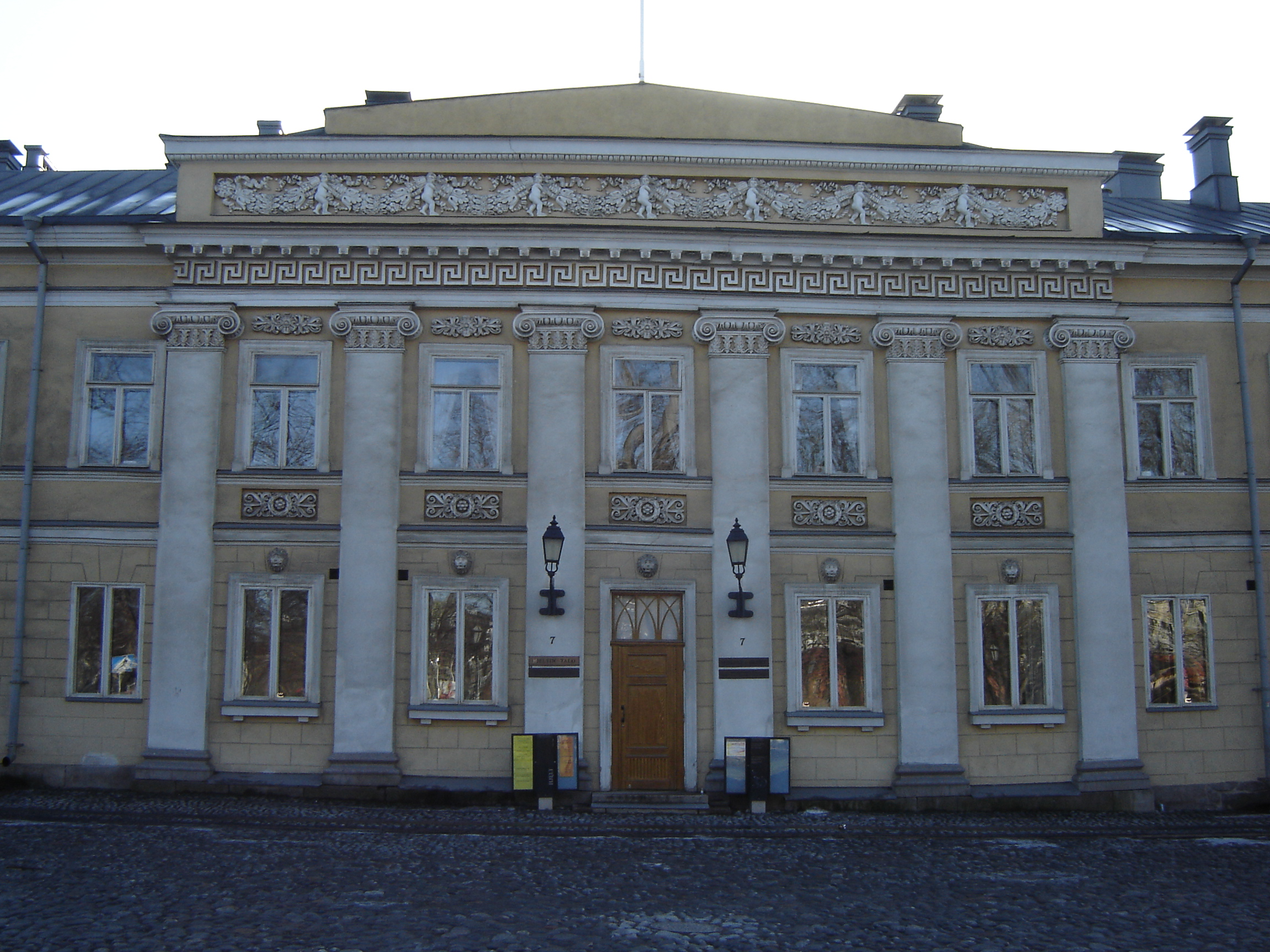
Hjeltska huset.

Hjeltska huset är en stenbyggnad belägen vid Gamla Stortorget i centrala Åbo. Huset är uppfört i petersburgsk empirestil för den finländska sjökaptenen Hjelt. Huset stod färdigt år 1830. Hjelt hade sin bostad i husets andra våning medan utrymmena på gatuplanet hyrdes ut som affärslokaler. Från 1930-talet ägs byggnaden av Åbo stad.